# Club Baloncesto Breogán 1999-2000
Questa voce raccoglie le informazioni riguardanti il Club Baloncesto Breogán nelle competizioni ufficiali della stagione 1999-2000.

## Stagione
La stagione 1999-2000 del Club Baloncesto Breogán è la 17ª nel massimo campionato spagnolo di pallacanestro, la Liga ACB.
All'inizio della nuova stagione la Federazione decise di modificare il regolamento riguardo al numero di giocatori extracomunitari consentiti per ogni squadra che così passò a solo due.

## Roster
Aggiornato al 1° gennaio 2024.
| Breogán Universidade 1999-00 | Breogán Universidade 1999-00 |
| Giocatori                    | Staff tecnico                |
| ---------------------------- | ---------------------------- |

| N. | Naz.                                           | Ruolo | Nome                | Anno | Alt.   | Peso   |  |
| -- | ---------------------------------------------- | ----- | ------------------- | ---- | ------ | ------ |  |
| 4  | Spagna (bandiera)                              | AP    | Jacobo Odriozola    | 1973 | 195 cm |        |  |
| 5  | Stati Uniti (bandiera)                         | AC    | Devin Davis         | 1974 | 201 cm | 108 kg |  |
| 6  | Spagna (bandiera)                              | P     | Iker Urreizti       | 1975 | 185 cm |        |  |
| 7  | Spagna (bandiera)                              | A     | Sergio Luyk         | 1971 | 204 cm | 98 kg  |  |
| 8  | Stati Uniti (bandiera)                         | G     | Rod Mason           | 1966 | 192 cm | 86 kg  |  |
| 9  | Spagna (bandiera)                              | P     | José Miguel Antúnez | 1967 | 183 cm | 79 kg  |  |
| 10 | Spagna (bandiera)                              | GA    | César Sanmartín     | 1975 | 198 cm |        |  |
| 11 | Spagna (bandiera)                              | A     | Borja Pérez         | 1976 | 197 cm |        |  |
| 12 | Stati Uniti (bandiera)                         | AG    | Anthony Bonner      | 1968 | 203 cm | 98 kg  |  |
| 13 | Stati Uniti (bandiera)                         | AG    | Kenny Green         | 1967 | 203 cm | 91 kg  |  |
| 13 | Stati Uniti (bandiera) · Portogallo (bandiera) | AC    | Mike Richmond       | 1964 | 205 cm | 100 kg |  |
| 13 | Spagna (bandiera)                              | AC    | Carlos De Miguel    | 1976 | 202 cm |        |  |
| 14 | Spagna (bandiera)                              | C     | Rogelio Legasa      | 1974 | 207 cm | 114 kg |  |
| 15 | Paesi Bassi (bandiera)                         | C     | Serge Zwikker       | 1973 | 219 cm | 110 kg |  |

| Allenatore                                                           |
| - Paco García                                                        |
| Assistente/i                                                         |
| - Angel Sevilla Legenda - (C) Capitano - (IN) Inattivo - Infortunato |

## Mercato

### Sessione estiva
| Acquisti | Acquisti            | Acquisti     | Acquisti   | Acquisti |
| R.a      | Nome                | da           | Modalità   |          |
| -------- | ------------------- | ------------ | ---------- | -------- |
| P        | José Miguel Antúnez | Granada      | definitivo |          |
| AP       | Jacobo Odriozola    | Siviglia     | definitivo |          |
| AP       | César Sanmartín     | Gran Canaria | definitivo |          |
| A        | Sergio Luyk         | Real Madrid  | definitivo |          |
| AC       | Carlos De Miguel    | Tenerife     | definitivo |          |
| C        | Rogelio Legasa      | Porto        | definitivo |          |
| C        | Serge Zwikker       | UG Goriziana | definitivo |          |

| Cessioni | Cessioni            | Cessioni        | Cessioni       | Cessioni |
| R.       | Nome                | a               | Modalità       |          |
| -------- | ------------------- | --------------- | -------------- | -------- |
| P        | David Gil           | Alicante        | fine contratto |          |
| A        | José Antonio Ferrer | Círculo Badajoz | fine contratto |          |
| AG       | Santi Abad          | Peristeri       | fine contratto |          |
| AC       | Valentín Ruano      |                 | ritirato       |          |
| C        | James Donaldson     |                 | ritirato       |          |
| C        | Carlos Ruf          | Lleida          | fine contratto |          |

### Dopo l'inizio della stagione
| Acquisti | Acquisti       | Acquisti       | Acquisti       | Acquisti   |
| R.       | Nome           | da             | Data           | Modalità   |
| -------- | -------------- | -------------- | -------------- | ---------- |
| AC       | Devin Davis    | Alaska Milkmen | settembre 1999 | svincolato |
| AC       | Mike Richmond  | Sporting Atene | settembre 1999 | definitivo |
| AG       | Anthony Bonner | Free agent     | novembre 1999  | definitivo |

| Cessioni | Cessioni      | Cessioni   | Cessioni       | Cessioni       |
| R.       | Nome          | a          | Data           | Modalità       |
| -------- | ------------- | ---------- | -------------- | -------------- |
| AG       | Kenny Green   | Free agent | settembre 1999 | rescissione    |
| G        | Rod Mason     | Free agent | novembre 1999  | rescissione    |
| AC       | Mike Richmond | Granada    | dicembre 1999  | fine contratto |